# Bundesverband Wärmepumpe
Der Bundesverband Wärmepumpe e. V. (BWP) ist ein Dachverband der Wärmepumpenwirtschaft in Deutschland mit Sitz in Berlin-Schöneberg. Er vertritt die Interessen der Branche gegenüber Öffentlichkeit und Politik. Sein langfristiges Ziel ist die satzungsgemäße Förderung und Verbreitung der Wärmepumpe als ein System zur Erschließung regenerativer Energien für die Wärmeversorgung von Gebäuden. Dabei wird sowohl der Nutzung der Außenluft als Wärmequelle als auch der oberflächennahen Geothermie ein besonders hoher Stellenwert eingeräumt.

## Geschichte
Der Vorläufer des heutigen Verbandes war der Initiativkreises Wärmepumpe e. V. (IWP), der am 30. Juni 1993 in Bayreuth gegründet wurde. 2002 erfolgte die Umwandlung zum heutigen  Bundesverband Wärmepumpe e. V. (BWP). Am 1. Januar 2007 wurde der 1995 gegründete Wärmepumpen-Initiative in den Bundesländern e. V. (WIB) in den BWP integriert. Zur gleichen Zeit verlegte der Verband seinen Hauptsitz von München nach Berlin, welcher gegenwärtig im Kunsthauses H3-Kleistpark.berlin in der unmittelbaren Umgebung des U-Bahnhofes Kleistpark vorzufinden ist. Heute hat sich der BWP als alleinige Interessenvertretung der gesamtdeutschen Wärmepumpenbranche etabliert.

## Struktur
Der Bundesverband besitzt mit der Mitgliederversammlung, dem Vorstand, den Beiräten und dem Geschäftsführer als Besonderer Vertreter insgesamt vier Organe.
Die Beiräte innerhalb des BWP fungieren als Interessenvertretungen für Mitgliedsgruppen unterschiedlicher Branchen wie Wärmepumpen-Hersteller, Energieversorgungsunternehmen, Fachhandwerker, Planer, Energieberater, Bohrunternehmen, Hochschulen, Wissenschaft, Verbände und politische Vertreter. Bestehende Beiräte sind:
- Beirat Industrie
- Beirat Energieversorgungsunternehmen
- Beirat Handwerk
- Wissenschaftlicher Beirat

## Aufgaben
Der Bundesverband Wärmepumpe vertritt die Interessen von Unternehmen entlang der Wärmepumpen-Wertschöpfungskette. Zu den rund 650 Mitgliedern gehören die deutsche Wärmepumpen-Industrie (Hersteller und Distributoren), Energieversorgungsunternehmen, Bohr- und Zulieferunternehmen, Fachhandwerker aus den Bereichen SHK + Elektro, Energieberater und Planer, Sachverständige, Architekten, Verbände und Fertighaushersteller. Der Bundesverband Wärmepumpe informiert ferner Politik, Presse und Medien über den aktuellen Stand der Wärmepumpentechnik und den ökologischen und wirtschaftlichen Nutzen dieser Heizungstechnik. Dazu gehört unter anderem die jährliche Information über die Absatzzahlen des gesamten deutschen Wärmepumpenmarktes. Zudem unterstützt der Verband Fachhandwerker und Planer bei ihren Marketing- und Werbemaßnahmen. Weitere Informationsaufgaben für Endverbraucher übernimmt der BWP in Form von Wärmepumpen-Rechentools, wie z. B. einen Förderrechner oder den Jahresarbeitszahl-Rechner zur Berechnung der Jahresarbeitszahl einer Wärmepumpe.
Der BWP setzt sich für eine größere Verbreitung der Wärmepumpentechnologie in gewerblichen und privaten Alt- und Neubauten ein. Langfristig wird ein Wärmepumpen-Marktanteil am gesamten Heizungsmarkt von mindestens 20 Prozent angestrebt, welcher sich im Jahr 2017 auf 11 % belief und nach der Gas-Brennwerttechnik das am zweithäufigsten eingebaute Heizungssystem war.

## Gütesiegel

### Europäisches Gütesiegel

Europäisches Gütesiegel für Wärmepumpen

Der Bundesverband Wärmepumpe ist in Deutschland für die Vergabe des Europäischen Gütesiegels für elektrisch betriebene Wärmepumpen zuständig. Das Gütesiegel, welches aus dem früheren DACH-Gütesiegel für den deutschsprachigen Raum entstanden ist, wurde geschaffen, um ein hohes Qualitätsniveau von Wärmepumpen gewährleisten zu können. In dem Gütesiegel sind technische, planerische sowie servicespezifische Qualitätsrichtlinien für Wärmepumpen festgelegt, welche eingehalten werden müssen, um eine hohe Energieeffizienz und Betriebssicherheit von Wärmepumpenanlagen sicherzustellen. Das Europäische Gütesiegel steht unter dem Dach des Europäischen Wärmepumpenverbandes (EHPA) und wird in verschiedenen europäischen Ländern vergeben. Für den Nachweis der Effizienz ist ein Testbericht eines bei der EHPA akkreditierten Testcenters erforderlich.

### „SG Ready“-Label

„SG Ready“-Label

Das „SG Ready“-Label wird ebenfalls durch den BWP an Wärmepumpen-Baureihen verliehen, deren Regelungstechnik die Einbindung der einzelnen Wärmepumpe in ein Intelligentes Stromnetz (englisch smart grid) ermöglicht. Es kann von Wärmepumpen-Herstellern beantragt werden und ist, solange die technischen Voraussetzungen erfüllt werden, ab dem Datum der Erstvergabe mindestens zwei Jahre gültig.